# ننگل ساهدان
ننگل ساهدان (به انگلیسی: Nangal Sahdan) یک شهر در پاکستان است که در پنجاب واقع شده‌است. ننگل ساهدان ۲۰۵ متر بالاتر از سطح دریا واقع شده‌است.